# クサリトラザメ
クサリトラザメ Scyliorhinus retifer はトラザメ属に属するサメの一種。西部大西洋に分布する。50cm程度の小型のサメで、背面に網目模様を持つことが特徴である。成体は主に礫底に生息し、硬骨魚やイカを食べる。卵生である。繁殖力が強く、IUCNは保全状況を軽度懸念としている。

## 分布
西部大西洋の大陸棚外縁から上部大陸斜面に生息し、ジョージバンクからフロリダ半島・メキシコ湾・ニカラグアに分布する。特にチェサピーク湾において個体数が豊富である。水温8.5-11.3℃の場所に生息し、北部では深度36-230mで見られるが、南部では460mより深い場所で見られる。長距離を移動することはないと推測されている。
分布域は、特に冬期の水温により制限されていると考えられる。大陸棚外縁には季節的に温水の帯が出現し、これによって本種の生息が可能になっている。

## 形態

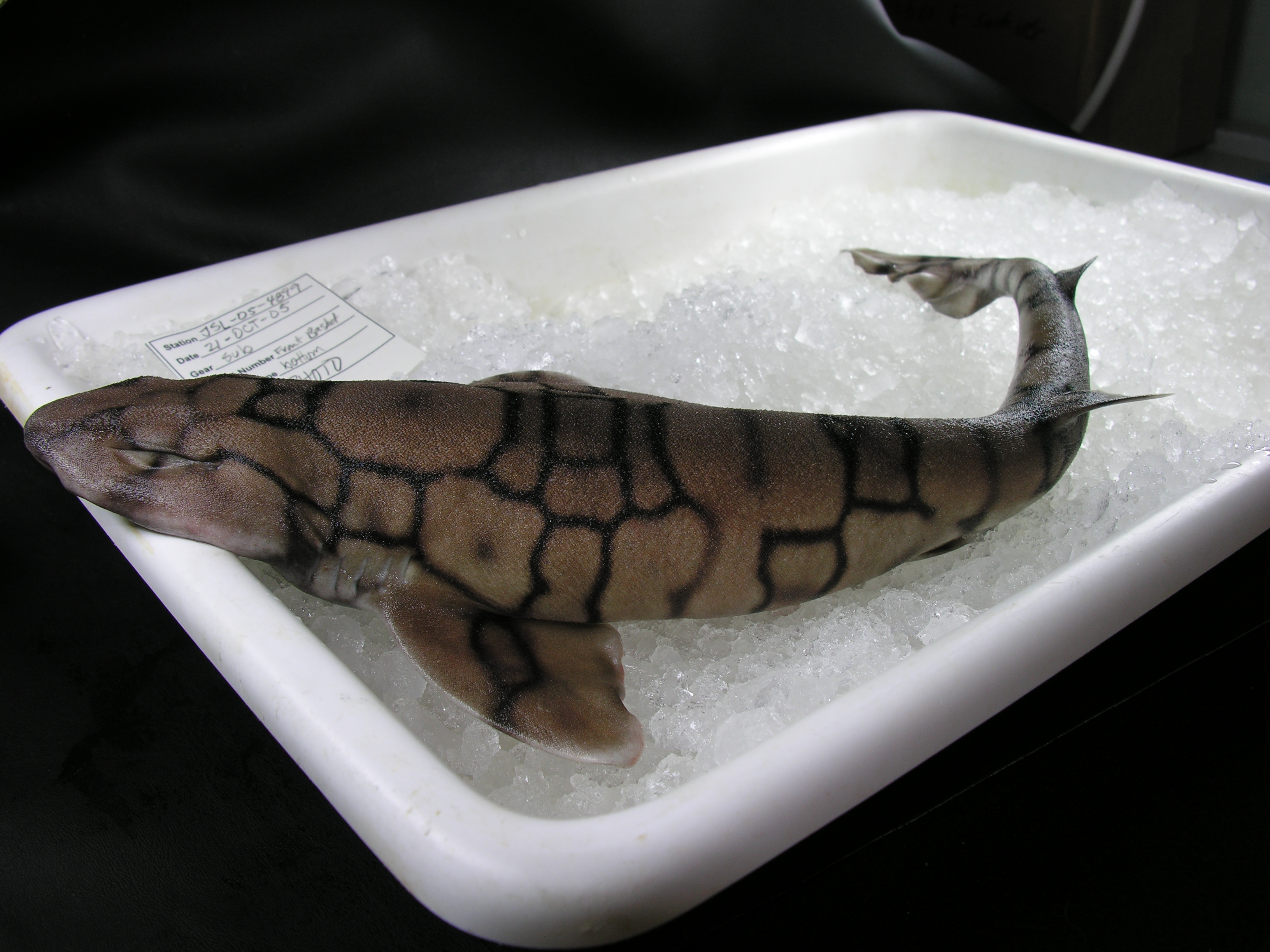
ノースカロライナ州沖で捕獲された個体

最大で59cm。体は小さくて細く、楔型で先の丸い吻を持つ。第一背鰭は腹鰭の後端の後部から起始する。第二背鰭は第一の半分程度の大きさ。尾鰭後端は四角形になる。背面は赤褐色で、黒から暗褐色の線が鎖状の網目模様を作っている。腹面は黄色味がかる。眼は黄緑色。
片側の歯列は、上顎で21-26、下顎で20-22。上顎に0-2、下顎に0-4本の正中歯列がある。皮膚は滑らかな感触。皮歯は平たくて細く、3-5本の水平隆起が走る。

## 生態

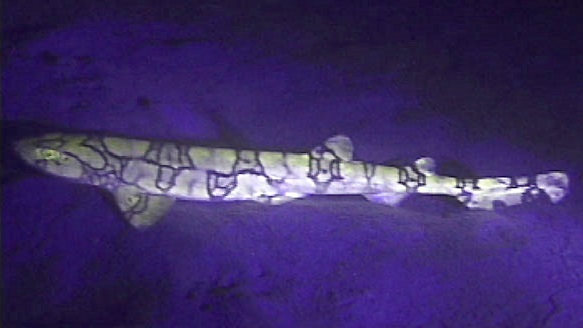
蛍光を放つ個体

底生の不活発な種で、海底を離れることはあまりない。日中は岩陰などで休み、大型のハナギンチャク類の棲管に寄り添うことも観察されている。背面の模様は海底の礫に紛れる保護色となっていると考えられる。餌はイカ・硬骨魚・多毛類・甲殻類など。成体は幼体に比べ、イカより魚を多く食べる。
2005年8月にメキシコ湾の深度550mの海底で、蛍光を放つ本種個体が観察された。この蛍光の意義や理由は不明である。この日はハリケーン・カトリーナが通過する数日前であったが、この事象との関連性も不明である。

## 繁殖
繁殖特性はハナカケトラザメと非常に類似している。
雄では、精巣の発達はクラスパーの成長と相関している。クラスパーが30mm程度になった時点で成熟したとされる。雌では、卵胞の発達は卵殻腺の成長と相関しており、卵殻腺が完全に形成された時点で成熟したとされる。これは卵殻腺の幅にして18mm以上である。
北方の中部大西洋開湾では、雌は35cm・雄は38cmで性成熟するが、南方のサウスカロライナ州・フロリダ州では、雌は52cm・雄は50cmで性成熟する。寿命は飼育下で9年以上。
観察から、雄は雌に噛み付いて固定し、雌に体を巻き付けて交尾を行う。交尾は繰り返し行われる。最初の交尾から数日で産卵が始まる。雌は交尾後に最大で843日間精子を蓄えることができるが、交尾後から長期間経って産まれた卵は発達が悪いことがある。これには細胞老化・精子生存率の低下・水質などの要因が関わっていると考えられる。
卵は海底の垂直構造物に産み付けられる。左右の輸卵管に1対の卵を持つが、これらは数分から8日の間をおいて産卵される。卵の直径が1mm成長するのに約7.7日かかるが、これは水温にも影響される。輸卵管内の卵殻は柔らかい淡黄色で半透明。岩などに絡みついて固定するための2本の巻きひげがある。産卵後には卵殻は硬く、白い縞の入った濃い飴色になる。飼育下の雌は、年間44-52個の卵を産んだ。

### 発生
水温にもよるが、胚の発生には8–12ヶ月かかる。胚盤からの発生過程は次のようになる。
- 10 mm - 鰓弓が判別できる。腹側には薄い鰭膜がある。
- 21 mm - 胸鰭・腹鰭の原基の出現。
- 33 mm - 突き出した眼と良く発達した鰓糸を持つ。
- 43 mm – 体色が付き始める。卵殻にスリットが開き、海水との物質交換が可能になる。
- 58 mm – 鰭膜の消失が始まる。
- 66 mm – 鰭膜と鰓糸がほぼ吸収される。
- 74 mm - 卵黄嚢を残して、ほぼ成体の外見となる。
- 100–110 mm - 孵化。

## 人との関わり

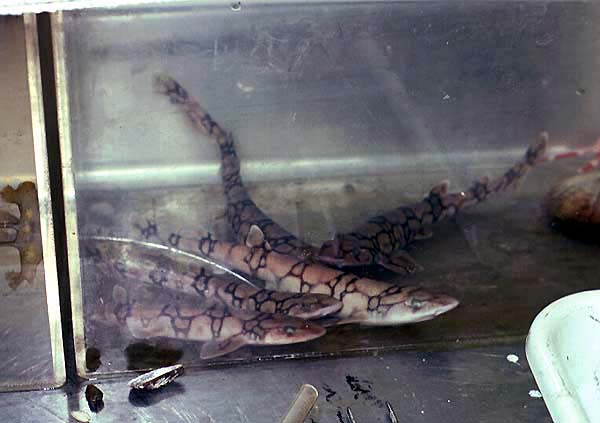
飼育個体

体の模様は美しく、飼育や繁殖には理想的であるとされている。日本ではアクアワールド大洗で見ることができた。
小型であるため人に危害は加えない。チェサピーク湾などで大量に混獲されているが、漁業上の重要性はない。分布域が広いこと、繁殖力が強いこと、礫底を好むため成体が底引き網で漁獲されにくいことから、IUCNは保全状況を軽度懸念としている。特に分布域の北部では、個体数は増加傾向にある。